# 진덕고등학교
진덕고등학교는 경기도 용인시에 개교 예정인 공립 고등학교이다.

## 학교 연혁
- 2026년 3월 1일 : 개교 예정